# Neuhofen an der Ybbs
Neuhofen an der Ybbs é um município da Áustria localizado no distrito de Amstetten, no estado de Baixa Áustria.